# Degermyrtjärnen (Hörnefors socken, Västerbotten)
Degermyrtjärnen är en sjö i Umeå kommun i Västerbotten och ingår i Hörnån-Öreälvens kustområde.